# LSWR 415 class
LSWR 415 class — тип танк-паровоза с осевой формулой 2-2-1, с поворотной поддерживающей осью, разработанный Уильямом Адамсом для Лондонской и Юго-Западной железной дороги (LSWR) в 1882 году.
Паровозы были предназначены для пригородного сообщения близ Лондона, но с этих линий были скоро вытеснены на сельские ветки паровозами Драммонда M7 class. Большинство паровозов 415 class списано вскоре после Первой мировой войны, большинство оставшихся — к 1929 году, но три паровоза проработали на ветке к курортному городку Лайм-Реджис с крутыми уклонами и кривыми малого радиуса до 1962 года и были списаны незадолго до закрытия ветки в 1965 году. Один паровоз из этих трёх сохраняется на исторической железной дороге Bluebell Railway.

## Предпосылки
415 class был разработан Адамсом на замену временному типу 46 Class на пригородных поездах близ Лондона. Также эти паровозы должны были подменять 46 class на время переделки их в аналогичные 2-2-1 с поворотной поддерживающей осью. Также паровозы были предназначены для обслуживания средних и высоких пассажиропотоков на южном побережье.

## Разработка и строительство
415 class основан на более раннем LSWR 46 class. К прежней 2-2-0-конструкции добавлена поддерживающая ось, необходимая для увеличенного угольного бункера. Эта ось так называемой «радиальной» конструкции изобретеная в 1863 году Уильямом Бриджесом Адамсом, вращается вокруг точки близ середины шасси, была предназначена конструктором для одиночных бегунковых и поддерживающих осей, и использовалась чаще для последних. Танк-паровозы с такой осью обычно назывались «радиальными». Помимо угольного бункера, на эту ось опирался и дополнительный к боковым задний танк для воды. Парораспределитель в машине был применён усовершенствованного стефенсоновского типа. Короткая база паровоза и конструкция ходовой части позволяли ему успешно проходить кривые небольшого радиуса, что впоследствии помогло последним паровозам этого типа прожить очень долгую жизнь на дороге.
Для производства паровозов в 1882 году были выбраны 4 подрядчика, потому что собственный паровозостроительный завод у Девяти Вязов был полностью загружен другими моделями. К 1885 году построен 71 паровоз, в том числе на заводах: Robert Stephenson & Co. — 28, Dübs & Co. — 20, Neilson & Co. — 11 и Beyer, Peacock and Company — 12.
| Год  | Завод и зав. номера               | Количество | Номера на LSWR                               | Примечания                                            |
| ---- | --------------------------------- | ---------- | -------------------------------------------- | ----------------------------------------------------- |
| 1882 | Beyer, Peacock & Co. 2167—2178    | 12         | 415—426                                      |                                                       |
| 1883 | Robert Stephenson & Co. 2501—2518 | 18         | 427—432, 45, 47-57                           |                                                       |
| 1884 | Dübs & Co. 2000—2009              | 10         | 169—171, 173, 490—495                        |                                                       |
| 1885 | Neilson & Co. 3200-3210           | 11         | 479—489                                      |                                                       |
| 1885 | Robert Stephenson & Co. 2601—2610 | 10         | 68, 77, 78, 82, 104, 106, 107, 125, 126, 129 | № 68, 77, 78 перенумерованы в № 58—60 в 1889-90 годах |
| 1885 | Dübs & Co. 2105—2114              | 10         | 516—525                                      |                                                       |

С 1884 года паровозы стали делать с несколько увеличенными боковыми танками для воды и несколько более глубокой топкой. Также все они несли характерную адамсовскую дымовую трубу. Чтобы ускорить ремонт этих паровозов на перегруженном заводе у Девяти Вязов, для них были изготовлены запасные котлы, что также продлило срок службы типа.
После того как Дугалд Драммонд сменил Адамса на посту главного инженера тяги на дороге, он снабдил паровозы своей трубой, а также надставил борта угольного бункера, чтобы увеличить его вместимость. При следующем главном инженере, Роберте Ури, класс был сочтён бесперспективным и пароперегревателем не оснащался.

## Работа и сохранение
Несмотря на то, что тип пользовался популярностью среди машинистов, служба 415 class на пригородных поездах под Лондоном продолжалась недолго. Сначала Адамс представил для пригородов Лондона T1 class (0-2-2-танк), а потом M7 class (тоже 0-2-2-танк) Драммонда и электрификация окончательно вытеснили 415 на сельские ветки к 1895 году.
В 1903 году 415 class оказался прочно связан с веткой к Лайм-Реджис, изобилующей крутыми поворотами, которые не могли преодолеть ни Stroudley Terriers, ни O2 class. После модификации задней оси 415 class оказались наиболее пригодным для этого маршрута типом паровозов. Изначально 2 из них базировались на Эксмутской узловой станции в Эксминстере, а в 1946 году к ним присоединился третий с Восточно-Кентской дороги.

### Война
Срок службы 415 class был существенно продлён Первой мировой войной (в 1921 году списано сразу 38 штук). К концу войны они всё же кое-где оказались лишними, и несколько паровозов перевели в Шотландию, где Хайлендская железная дорога испытывала дефицит тяги. В сентябре 1917 года № 488 был продан Министерству вооружений и работал в Ридхем-Доке то ли как маневровый (к чему тип малопригоден), то ли с поездом для работников доков. В марте 1923 года с распродажи имущества министерства его купил за 375 фунтов полковник Стивенс для Восточно-Кентской лёгкой железной дороги, обслуживающей угольные разработки, и 13 апреля доставил в Шепердсуэлл.
Этот пассажирский паровоз для промышленной железной дороги подходил плохо, использовался только при крайней необходимости, и возил 14 вагонов с углём. В последний раз он работал на этой дороге 29 мая 1943 года.

### На Southern Railway
В 1923 году к Southern Railway перешли 30 паровозов этого типа. Электрификация и связанное с ней ужесточение графиков движения привели к тому, что в 1929 году последние оставшиеся на службе паровозы № 0125 и 0520 были отставлены. На ветке в Лайм-Реджис их планировалось заменить двумя LB&SCR D1 class, но те оказались совершенно непригодными. В результате 0125 и 0520 были капитально отремонтированы на Истлейском заводе и вышли под новыми номерами 3125 и 3520.
В 1946 году на ветке в Лайм-Реджис потребовался третий локомотив на подмену, для чего разыскали 0488 (на Кентской дороге № 5), который 3 года не работал, но не был разукомплектован. Его выкупили в марте 1946 года за 120 фунтов, капитально отремонтировали и выпустили под номером 3488.

### После национализации
И после национализации британских железных дорог три паровоза 415 class продолжали работать на Лайм-Реджис. К 1958 году их устаревание становилось всё заметнее, и в 1961 году их отставили. Пути были адаптированы под паровозы Ivatt 2-6-2, и № 30582 (быв. 125) и 30584 (быв. 520) предназначили на слом. Через два года и Ivatt tanks на этой ветке сменили дизель-поезда, а уже в 1965 году она попала под Бичингов топор и была закрыта. № 30582 пыталась сохранить Кентская и Суссекская железная дорога.
Последний паровоз 415 class № 30583 (быв. 488) выкупила историческая железная дорога Bluebell Railway, потому что он был с котлом первоначальной конструкции. Он прибыл на историческую дорогу своим ходом и работал на ней в двух разных ливреях LSWR и BR до 1990 года, после чего был переведён в стационарную экспозицию, потому что паровоз окончательно изношен и требует капитального ремонта, в том числе, может быть, замены барабана котла.

## Происшествия
6 августа 1888 года паровоз № 484 двигался одиночкой по путям станции Хэмптон-Вик в Лондоне и из-за ошибки сигналиста столкнулся лоб-в-лоб с пассажирским поездом, ведомым локомотивом № 486. Четыре человека погибли, 15 — ранены.

## Окраска и нумерация

### На LSWR и Southern Railway

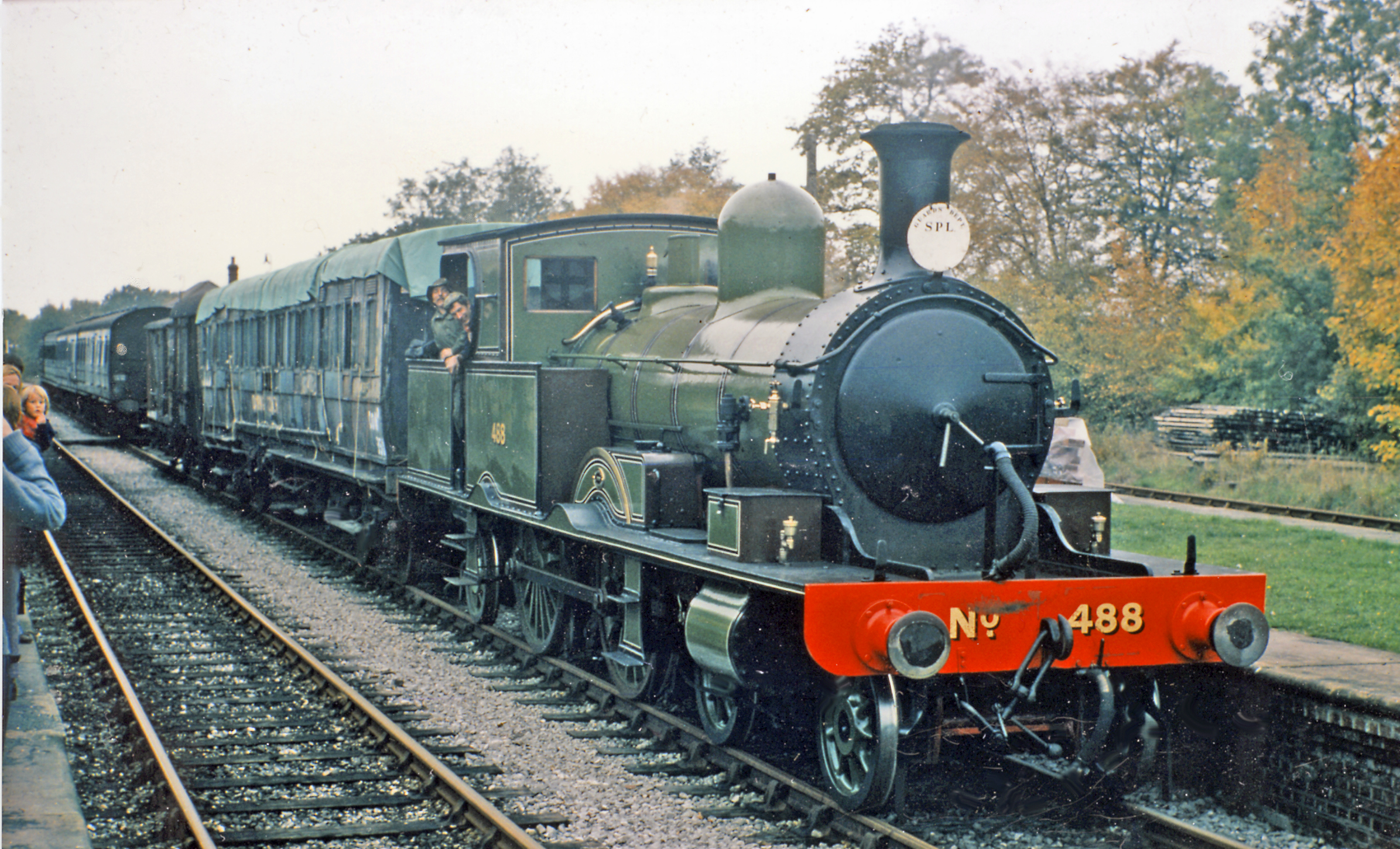
№ 488 на станции Шеффилд-парк Bluebell Railway 25 октября 1975 г.

Изначально паровозы были окрашены в раннюю жёлто-коричневую ливрею пассажирской службы с буквами LSW на боках водяных баков, затем — в новую пассажирскую ливрею LSWR шалфеево-зелёного цвета с чёрной каймой и чёрными и белыми полосками, номер и буквы LSWR на боках водяных баков были золотистые.
Нумерация паровозов на LSWR велась сплошь по мере поставки паровозов, перемешивая, таким образом, номера различных типов. Первая партия — от Beyer-Peacock — получила номера 415—432. На заводе Стефенсона построены № 45-57, 68, 82, 77, 78, 104, 106, 107, 125, 126 и 129. На заводе Дюбса — 169—173, 490—495 и 516—525; Нилсона — 479—489.
В дубликаты эти паровозы перешли в 1903—1924 годах прибавлением нуля перед номером. Последние три паровоза после капитального ремонта перенумерованы в 3488, 3125 и 3520.
На Southern эти паровозы покрасили в ливрею Манселла — несколько более тёмную по сравнению с шалфеево-зелёной, с жёлтыми надписями на водяных баках и угольном бункере, с чёрными и белыми полосами.

### После национализации (1948)
В системе British Railways этот тип получил тяговый класс 1P и был очень скоро перекрашен в стандартную ливрею грузопассажирской службы с красными и белыми полосами. Оставшимся паровозам были присвоены стандартные номера 30582, 30583 и 30584.
| Год  | На начало года | Списано | Номера | Примечания                     |
| ---- | -------------- | ------- | --- | ------------------------------ |
| 1916 | 71             | 1       | 0424 |                                |
| 1917 | 70             | 1       | 0488 | продан Министерству вооружений |
| 1918 | 69             | 2       | 0479, 0489 |                                |
| 1921 | 67             | 37      | 047—049, 051—053, 056—057, 060, 082, 0104, 0107, 0171, 0173, 0415, 0417-0421, 0423, 0425, 0427, 0430, 0432, 0482, 0484, 0491-0495, 0516-518, 0523, 0525 |                                |
| 1923 | 30             | 1       | 0106 |                                |
| 1924 | 29             | 8       | E045, E055, E0126, E0129, E0426, E0481, E0485, E0487 |                                |
| 1925 | 21             | 12      | E058, E059, E0416, E0422, E0428, E0429, E0431, E0480, E0483, E0517, E0521, E0524                                                                        |                                |
| 1926 | 9              | 4       | E0169, E0490, E0519, E0522 |                                |
| 1927 | 5              | 2       | E050, E054 |                                |
| 1928 | 3              | 1       | E0486 |                                |
| 1946 | 2              | -1      | — | обратно выкупленный 0488       |
| 1961 | 3              | 3       | 30582-30584 | быв. 3125, 3488, 3520          |